# 前橋市立大胡東小学校
前橋市立大胡東小学校（まえばししりつ おおごひがししょうがっこう）は、群馬県前橋市にある公立小学校。

## 概要
2004年4月に公立学校として大胡小学校から分離して開校。
校区は大胡町、河原浜町、樋越町、上大屋町である。

## 沿革
- 2004年（平成16年）
  - 4月1日 - 大胡町立大胡東小学校として開校する。全校児童数327名[2]。
  - 12月5日 - 前橋市と合併し、前橋市立大胡東小学校に名称を変更する。
- 2006年（平成18年）5月15日 - 一斉集団下校(ウォーキングバス)を開始する。
- 2010年（平成22年）3月25日 - 西校舎(B・北)の引き渡しを行う。各教室にエアコンが設置される。
- 2013年（平成25年）11月21日 - 太陽光発電・ビオトープが再整備される。西校舎(A・南)を増築する。
- 2015年（平成27年）2月25日 - 児童用タブレットパソコンに更新する。

## 児童数
男子251名、女子233名、合計485名(平成27年8月1日現在)

## 学校教育目標
自ら考える力とたくましい心と体を持ち笑顔あふれる大胡っ子の育成
- 自分を鍛えるいい笑顔
- みんなと仲良くいい笑顔
- 進んで勉強いい笑顔

## 学校経営方針
- 明るく元気に安全に過ごせる学校[3]
  - 命の大切さを基盤に、安全教育を徹底する学校
  - 基本的生活習慣の定着を図る学校
  - 健康の保持と体力の増進に努める学校
- あたたかな心をはぐくむ学校
  - 人間尊重の精神を基盤にした学校　　　　　　　　　　
  - 自他を大切できる思いやりのある子を育てる学校
  - よりよい人間関係の中で社会性を育てる学校
- 楽しく学べる学校
  - 一人一人が活躍できる授業を目指す学校
  - 基礎学力の定着を図り、意欲的に学習に取り組める学校
  - 心地良い生活の創造に向けて学べる子を育てる学校

## 特色ある教育活動
- 一人一人を大切にし、みんなを笑顔にできる学校の実現[3]
  - 人間尊重の精神を基盤に、命の尊さや個人の尊厳を自覚する指導を工夫する。
- 特別支援教育の推進
  - 特別支援学級同士や通常学級の交流を通して特別支援教育体制を改善する。
- 学校支援センター機能の充実
  - 家庭や地域の人々の協力を得ながら、教育活動を充実させる。